# Río Sauce Grande
Río Sauce Grande är ett vattendrag i Argentina.   Det ligger i provinsen Buenos Aires, i den södra delen av landet, 500 km sydväst om huvudstaden Buenos Aires.